# Нарва (автодорога)
Федера́льная автомоби́льная доро́га А180 «На́рва» — автомобильная дорога федерального значения Санкт-Петербург — Ивангород — граница с Эстонией (Евросоюз). Является частью европейского маршрута E 20. На основном протяжении имеет две полосы. Протяженность трассы составляет 128 км.Также трасса имеет подъезд к морскому порту Усть- Луга (52 км).
Неофициально также называется Таллинским шоссе. Историческое название — Ямбургский тракт. До конца 2010 года носила учётный номер M11.

## Современность

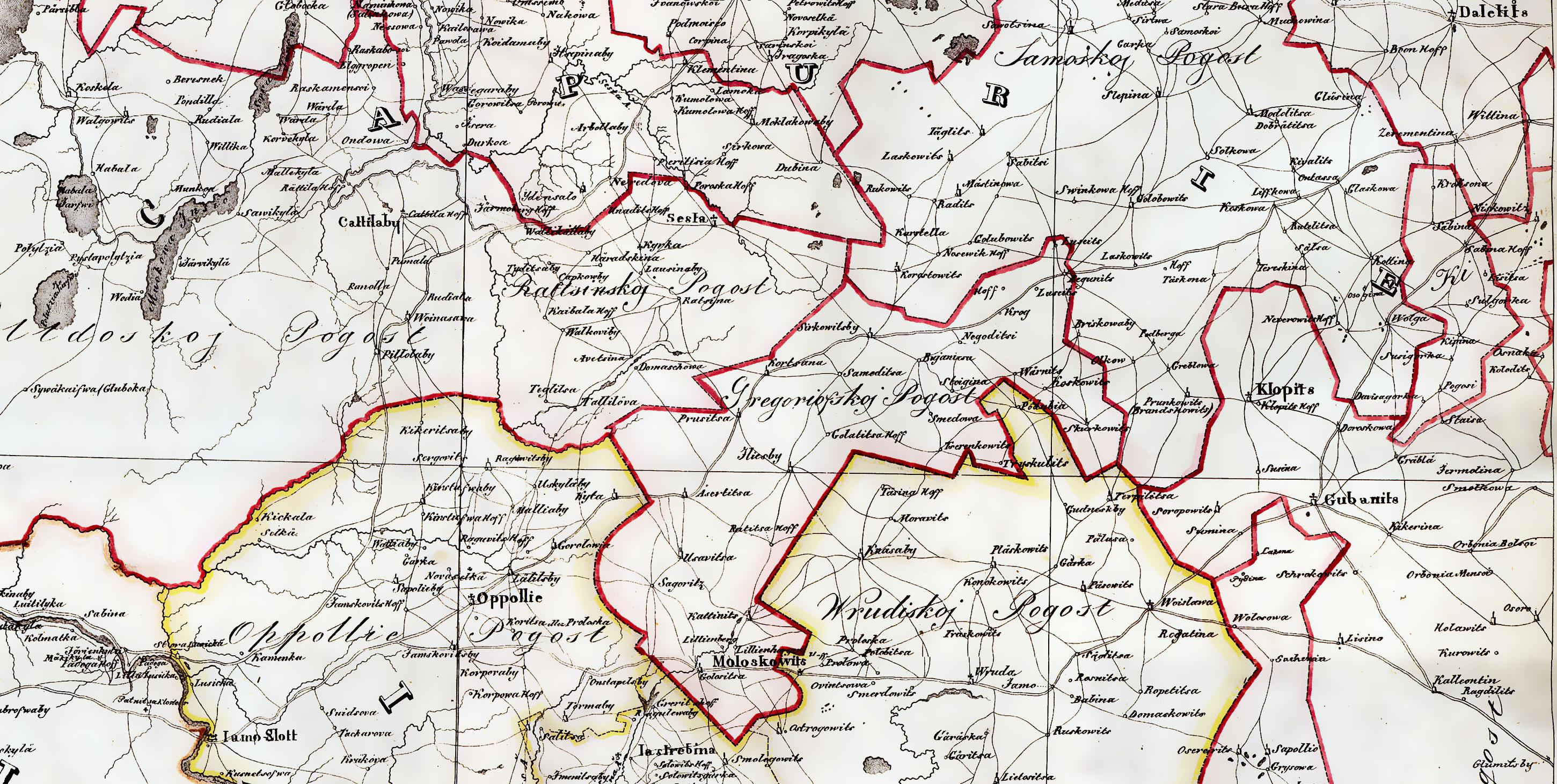
Участок дороги из Ивангорода к устью Невы по карте 1676 года

4 октября 2014, в присутствии губернатора Ленинградской области Александра Дрозденко и министра транспорта России Максима Соколова был открыт путепровод над железнодорожными путями линии Веймарн — Котлы — морской торговый порт Усть-Луга, и получивший название Алексеевский, а также 40-километровый участок подъезда к порту Усть-Луга.
В 2022 году завершились работы по реконструкции и расширению 24 километров трассы (31-54 км) от Красного Села до пересечения с A120 в деревне Черемыкино. Построены обходы четырёх деревень: Телезей, Кипени, Витина и Черемыкина. Кроме того, посередине дороги сделали разделительную полосу, которая в нескольких местах будет иметь места для разворота.
В 2020—2021 годах были реконструированы некоторые участки трассы в Красносельском районе Санкт-Петербурга, в том числе:
- реконструирован Гореловский путепровод — в июле 2020 года открыли новый виадук, с 6 полосами движения;
- 10 сентября 2021 года открыто движение по реконструированному Лиговскому путепроводу (за счёт реконструкции проезжая часть расширена до 6 полос от проспекта Ветеранов до развязки с КАД);
- в тот же день открыто движение по построенному Ивангородскому проспекту — транспортному обходу Красного Села (развязка с улицей Свободы планируется к открытию в конце 2021 года);
- запланирована развязка-примыкание Ивангородского пр. к Кингисеппскому шоссе;
- запланировано расширение проезжей части от развязки с КАД до Гореловского путепровода.

В районе посёлка Алексеевка Кингисеппского района от трассы А-180 отходит ответвление к порту Усть-Луга. Участок между селом Войносолово и Усть-Лугой (16-40 км) — четырёхполосный, остальные участки дороги — двухполосные.

## Маршрут
- В Санкт Петербурге проходит по следующим улицам:
  - Красносельское шоссе
  - Проспект Ленина
  - оссе
- Ленинградская область:
  - Ломоносовский район:
    - Лаголовское сельское поселение
    - Русско-Высоцкое сельское поселение
    - Кипенское сельское поселение

  - Волосовский район:
    - Сельцовское сельское поселение
    - Бегуницкое сельское поселение
    - Зимитицкое сельское поселение
    - Каложицкое сельское поселение

  - Кингисеппский район:
    - Опольевское сельское поселение
    - Большелуцкое сельское поселение
    - Ивангородское городское поселение

### Города
- Санкт-Петербург
- Красное Село (в объезд города)
- Кингисепп (в объезд города)
- Ивангород

## Основные пересечения с другими дорогами

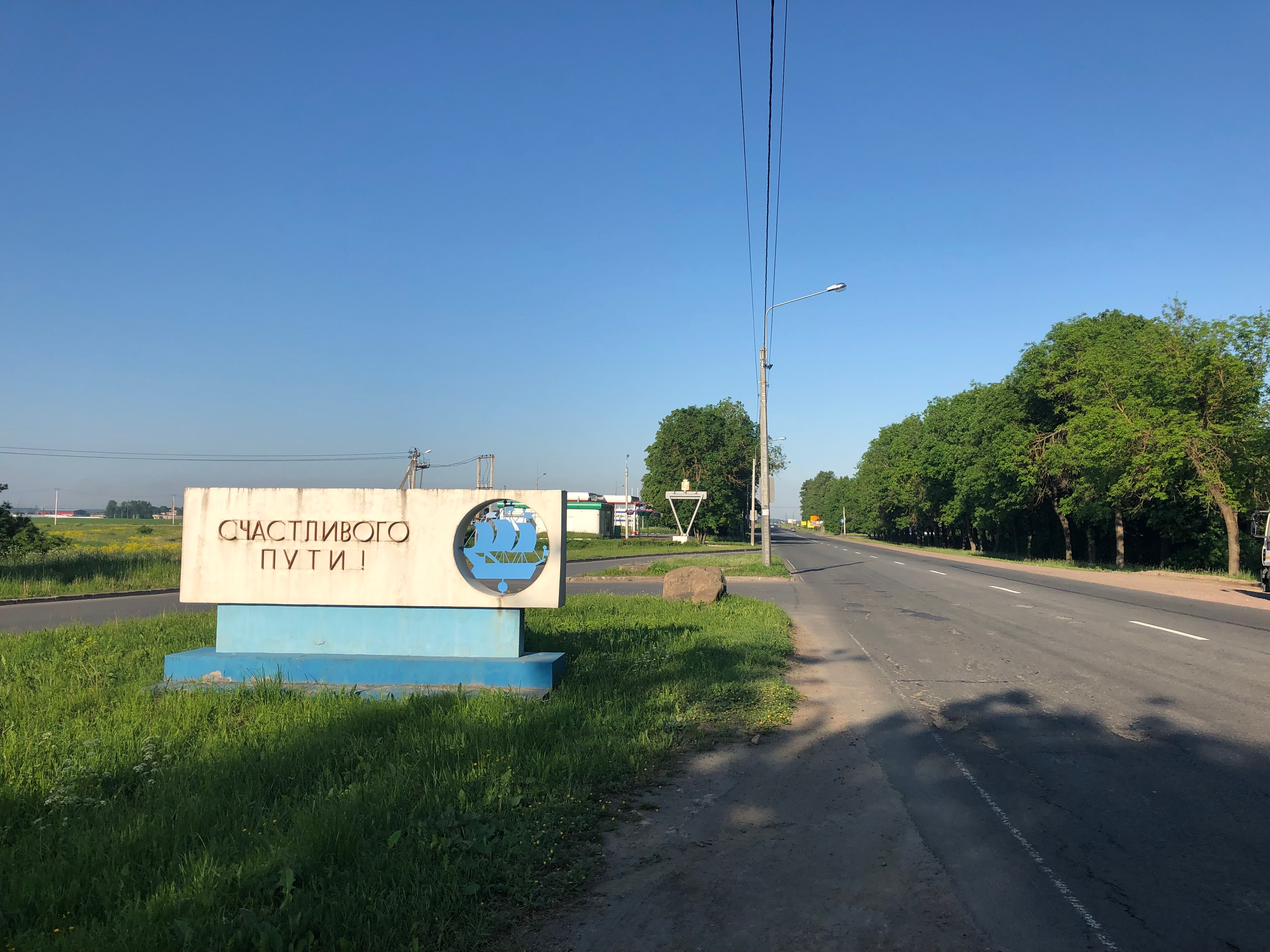
Дорога в Красносельском районе Санкт-Петербурга

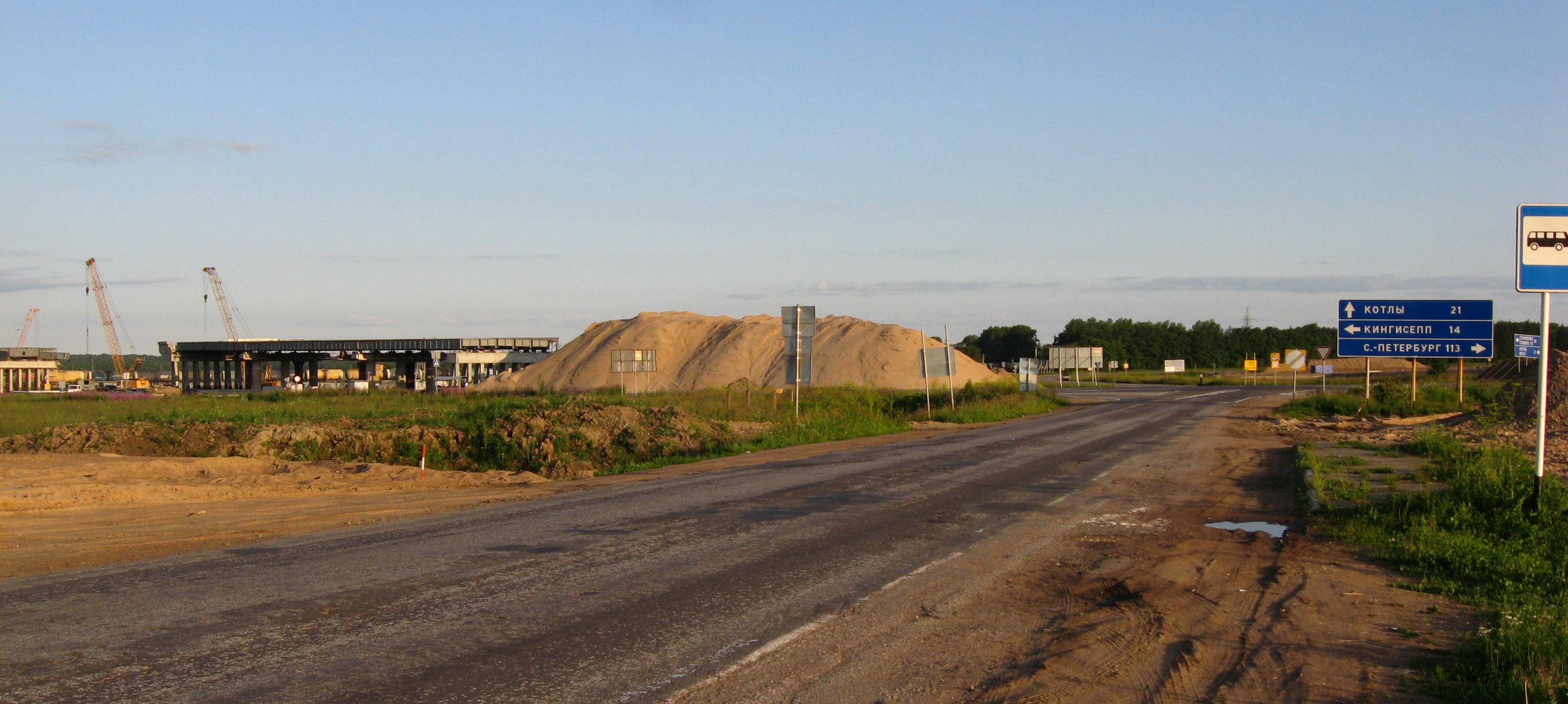
Строительство виадука через железную дорогу Котлы — Веймарн и развязки с на автодороге «Нарва». Июль 2013 года

| Трасса             | Пересечение   | Информация о трассе                                          |
| ------------------ | ------------- | ------------------------------------------------------------ |
|                    | Красное Село  | Красное Село — Гатчина — Павловск                            |
|                    | Красное Село  | Проспект Ленина, площадь Воинской славы, Кингисеппское шоссе |
|                    | Кипень        | Гатчина —Кипень — Стрельна                                   |
| А120               | Черемыкино    | «Магистральная»: Серово — Кировск — Большая Ижора            |
|                    | Каськово      | Каськово — Кикеринка — Волосово                              |
|                    | Бегуницы      | Терпилицы — Копорье                                          |
|                    | Гомонтово     | На Канаршино                                                 |
|                    | Пружицы       | Толмачёво — Осьмино — Пружицы                                |
|                    | Гурлево       | Фалилеево                                                    |
|                    | Ополье        | На Кёрстово и на Онстопель                                   |
| A180 (ответвление) | Алексеевка    | На Старополье и на подъезд к порту Усть-Луга                 |
|                    | Кингисепп     | Кингисепп — Усть-Луга                                        |
|                    | Кингисепп     | Кингисепп — Манновка                                         |
|                    | Кингисеппский | Кингисеппский — Сланцы                                       |
|                    | Первое Мая    | Первое Мая — Большое Куземкино                               |